# Artemij Prisjažnjuk
Artemij Prisjažnjuk (ukrajinsko Артемій Васильович Присяжнюк, latinizirano: Artemij Vasyl'ovyč Prysjažnjuk) ukrajinski slikar in kipar, * 14. september 1947, vas Kruglik, Hotinski rajon, Črnoviška oblast, Ukrajinska SSR, † 12. februar 2017, Črnovice, Ukrajina
V zgodnjih letih se je ukvarjal z monumentalno umetnostjo, umetniškim tkanjem, slikarstvom in kiparstvom. Slikarstvo v zvrsti nefigurativne umetnosti je postalo glavna smer ustvarjalnosti poznega obdobja. Sodeloval je na številnih regionalnih, ukrajinskih in mednarodnih razstavah. Njegova dela so shranjena v Umetnostnem muzeju Černivcih, Muzeju V. Ivasjuka in v zasebnih zbirkah.
Bil je član Nacionalne zveze ukrajinskih umetnikov (1990) in nosilec naziva zaslužni umetnik Ukrajine.

## Biografija

### Otroštvo
Prisjažnjuk se je šolal na srednji šoli Kruglet. Leta 1965 je po končanem šolanju začel delati kot šolski učitelj risanja.

### Izobraževanje in poklicna pot
Med letoma 1967 in 1971 je študiral na Visoki šoli uporabnih umetnosti (zdaj Visoka šola uporabnih umetnosti Vižnicki, imenovana po V. Ju. Škribljaku) na oddelku za umetniško oblikovanje industrijskih izdelkov iz kovin in plastike. Tam se je začel učiti kiparstva, kovanja kovancev in rezbarjenja.
Po končanem šolanju je leta 1971 začel delati v projektnem biroju tovarne transformatorjev Hmelnicki. Od leta 1972 je bil zaposlen v umetniško-proizvodnem kombinatu Črnovice, kjer se je ukvarjal s kiparstvom, graviranjem in vitražiranjem.
V letih 1974-1979 je študiral na Državnem inštitutu uporabne in dekorativne umetnosti v Lvovu, kjer je diplomiral z odliko. V istem obdobju se je seznanil z deli Danila Dobošinskega in Karla Zvirinskega, ki sta takrat delala na inštitutu in sta imela velik vpliv na oblikovanje kompozicijske strukture njegovih kasnejših del.

### Obdobje 1980-1990
Po diplomi na Inštitutu v Lvovu leta 1979 se je Prisjažnjuk preselil v Črnovice, kjer je začel delati v Umetniškem skladu Zveze umetnikov Ukrajine v Črnovicah. Prvo delo je bila slika v restavraciji Dnester (1980). Nato je v restavraciji "Kijev" izvedel monumentalni cikel "Umetnost Kijevske Rusije" (1983).
Leta 1982 je v Črnovicah ustvaril mozaik "Cvetite, Bukovina!".
Leta 1986 je Prisjažnjuk izdelal monumentalno gravuro na pročelju kulturnega doma v vasi Tarašana v Črnoviški oblasti. Hkrati se je aktivno ukvarjal s samoizobraževanjem v smeri modernističnih umetniških praks.
Konec osemdesetih let prejšnjega stoletja je Prisjažnjuk, ki je bil na vrhuncu svoje ustvarjalne poti, naredil veliko število skic monumentalnih del. Več deset mozaičnih plošč, slik, vitražev in tapiserij je ostalo nedokončanih zaradi gospodarske krize in posledično prenehanja obstoja Sovjetske zveze. Večina skic se je ohranila in je v zbirki umetnikove družine. Prisjažnjuk je v tistih letih prejel največje priznanje za svoja dela na področju umetniškega tkanja. Leta 1990 je bila v tehniki umetniškega tkanja v občinskem kulturnem domu v Pervomajsku v Mikolajivski oblasti izdelana obsežna tkana zavesa.

### Obdobje 1990-2000
Prisjažnjuk se je od devetdesetih let posvečal slikarstvu in ustvarjal v različnih žanrih in tehnikah. Dela iz tega obdobja kažejo umetnikov prehod h konvencionalnosti pri upodabljanju oblik realnega sveta, večjo dekorativnost in ploskovitost elementov. Dela temeljijo na jasnosti linearnih ritmov, puristični preprostosti in ekspresivnih konturah. Slikovita površina teh del dobi izrazito oprijemljive teksture.
Poleg slikarstva se je ukvarjal tudi z izdelovanjem številnih spominskih plošč za znane osebnosti iz Bukovine in Ukrajine.

### Obdobje 2000-2010
Dela iz obdobja 2000-2010 prikazujejo odsev čustvenih stanj in dojemanja sodobnih dogodkov s pomočjo asociacij, razmerja barvnih lis, igre različnih tekstur in oblik itd.

### Obdobje 2010-2015
V tem obdobju je v delih Prisjažnjuka a opazen prehod k abstraktnim kompozicijam. Oblikuje se prepoznaven avtorski slikarski rokopis, kjer je tekstura sestavni del barve, plasti barve pa dodajajo globino in kompleksnost.
Prisjažnjuk se je v tem obdobju ukvarjal tudi z minimalističnimi deli. Leta 2012 so mu diagnosticirali neozdravljivo bolezen. Zaradi tvegane operacije in večstopenjskega kompleksnega zdravljenja, je preživel še skoraj pet let. Nadaljeval je z delom in ustvaril cikel nefigurativnih slik, to obdobje pa je postalo faza najbolj produktivnega uresničevanja slikarskih idej.

## Glavna dela
- Slikarstvo v restavraciji Dnester (1980)
- Mozaik "Cvetite, Bukovina!" (1982, soavtor Ivan Vihrenko)
- Slika "Umetnost Kijevske Rusije" (1983)
- Triptih tapiserij "Glasba" (1988)
- Tapiserija-diptih "Harmonija" (1988)
- Platno "Kdo nas bo zaščitil" (1988)
- Platno "Internat" (1988)
- Tapiserija "Opoldne (posvetilo staršem)" (1989)
- Platno "V spomin na nerojene otroke" (1990)
- Platno "Na pragu" (1990)
- "Černici" platno. Avgust 88" (1990)
- Tapiserija "Zavesa" (1990)
- Tapiserija "Zlato runo" (1990)
- Platno "Dan žalosti" (1990)
- Platno "Sanje" (1990)
- Platno "Neaktivna narava" (1990)
- Platno "Formacija" (1990)
- Platno "Prebujenje" (1990)
- Platno "Svečenica" (1991)
- Platno "Navdih" (1991)
- Spominska plošča Pavlovu Kaspruku (1992)
- Platno "Angel varuh" (1992)
- Spominska plošča Jevgeniju Hakmanu (1993)
- Spominska plošča Olegu Olžiču (1998)
- Platno "In veselje in žalost" (2000)
- Platno "Blagoslovi, Bog" (2008)
- Platno "Sergej Paradžanov v žarkih slave" (2008)
- Platno "Vitezi rdeče rute" (2009)
- Spominska plošča Nazarjevu Jaremčuku (2012)
- Platno "Ravnovesje čustev" (2014)
- Platno "Gravitacijsko polje" (2015)
- Platno "Poplava miru" (2015)
- Platno "Takšno razpoloženje" (2015)
- Platno "Nebeška sfera" (2015)
- Platno "Barvno križišče" (2015)
- Platno "Zamrzni, trenutek" (2016)
- Platno "Počasi" (2016).

## Dosežki
- Častni umetnik Ukrajine (2009)[6]

## Spominska obeležja
14. septembra 2017 je v kulturnem centru Vernissage v Črnovicah potekala razstava Artemija Prisjažnjuka ob njegovem 70. rojstnem dnevu. Večina del ni bila še nikoli razstavljenih in so dela umetnika v zadnjih letih njegovega življenja.
16. decembra 2022 so v vasi Kruglik v regiji Črnovice poimenovali ulico v čast Artemiju Prisjažnjuku.